# Gladewater
Gladewater é uma cidade localizada no estado norte-americano do Texas, no Condado de Gregg e Condado de Upshur.

## Demografia
Segundo o censo norte-americano de 2000, a sua população era de 6078 habitantes.
Em 2006, foi estimada uma população de 6319, um aumento de 241 (4.0%).

## Geografia
De acordo com o United States Census Bureau tem uma área de
31,5 km², dos quais 30,1 km² cobertos por terra e 1,4 km² cobertos por água. Gladewater localiza-se a aproximadamente 125 m acima do nível do mar.

## Localidades na vizinhança
O diagrama seguinte representa as localidades num raio de 12 km ao redor de Gladewater.